# بيلي بير
بيلي بير (بالإنجليزية: Billy Beer)‏ (4 يناير 1879 في المملكة المتحدة - 1 مارس 1941) هو مدرب كرة قدم ولاعب كرة قدم بريطاني (وحمل سابقاً جنسية المملكة المتحدة لبريطانيا العظمى وأيرلندا) في مركز نصف الجناح. لعب مع برمنغهام سيتي وشيفيلد يونايتد.